# پی‌اس وایولت (۱۸۸۰)
پی‌اس وایولت (۱۸۸۰) (به انگلیسی: PS Violet (1880)) یک کشتی است که طول آن ۳۰۰ فوت (۹۱ متر) می‌باشد. این کشتی در سال ۱۸۸۰ ساخته شد.